# Gante-Wevelgem 1970
La Gante-Wevelgem 1970 fue la 32.ª edición de la carrera ciclista Gante-Wevelgem y se disputó el 1 de abril de 1970 sobre una distancia de 236 km.  
El belga Eddy Merckx (Faemino-Faema) se impuso en la prueba al imponerse al sprint. Sus compatriotas Willy Vekemans y Roger Rosiers completaron el podio. 

## Clasificación final
| Posición | Ciclista            | Equipo              | Tiempo    |
| -------- | ------------------- | ------------------- | --------- |
| 1        | Eddy Merckx         | Faemino-Faema       | 5h 47'50" |
| 2        | Willy Vekemans      | Hertekamp-Magniflex | m.t.      |
| 3        | Walter Godefroot    | Salvarani           | m.t.      |
| 4        | Roger Rosiers       | Bic                 | m.t.      |
| 5        | Patrick Sercu       | Dreher              | m.t.      |
| 6        | Julien Stevens      | Faemino-Faema       | m.t.      |
| 7        | Jan Janssen         | Bic                 | m.t.      |
| 8        | Jean-Pierre Monseré | Flandria-Mars       | m.t.      |
| 9        | Georges Claes       | Hertekamp-Magniflex | m.t.      |
| 10       | Felice Gimondi      | Salvarani           | m.t.      |